# Зарудянська сільська рада (Зборівський район)
Зарудянська сільська́ ра́да — адміністративно-територіальна одиниця та орган місцевого самоврядування у Зборівському районі Тернопільської області. Адміністративний центр — село Заруддя.

## Загальні відомості
Зарудянська сільська рада утворена в 1939 році.
- Територія ради: 4,363 км²
- Населення ради: 1 201 особа (станом на 2001 рік)
- Територією ради протікає річка Стрипа

## Населені пункти
Сільській раді були підпорядковані населені пункти:
- с. Заруддя
- с. Коршилів
- с. Лавриківці
- с. Озерянка
- с. Травотолоки

## Склад ради
Рада складалася з 16 депутатів та голови.
- Голова ради: Мельник Галина Іванівна
- Секретар ради: Конфедрат Іван Іванович

### Керівний склад попередніх скликань
| Прізвище, ім'я, по батькові | Основні відомості                                                 | Дата обрання | Дата звільнення |
| --------------------------- | ----------------------------------------------------------------- | ------------ | --------------- |
| Гусак Василь Ількович       | Сільський голова, 1963 року народження                            | 26.03.2006   | 31.10.2010      |
| Мельник Галина Іванівна     | Сільський голова, 1958 року народження, освіта вища, позапартійна | 31.10.2010   |                 |

Примітка: таблиця складена за даними сайту Верховної Ради України

### Депутати
За результатами місцевих виборів 2010 року депутатами ради стали:

#### За суб'єктами висування
| Суб'єкт висування | Кількість обраних депутатів | %   |
| ----------------- | --------------------------- | --- |
| Самовисування     | 16                          | 100 |

#### За округами
| № округу | Прізвище, ім'я, по батькові     | Дата визнання обраним | Освіта             | Партійна приналежність | Відомості про обраного депутата                                              |
| -------- | ------------------------------- | --------------------- | ------------------ | ---------------------- | ---------------------------------------------------------------------------- |
| 1        | Кухаренко Галина Василівна      | 02.11.2010            | середня спеціальна | позапартійна           | тимчасово не працює                                                          |
| 2        | Лис Василь Андрійович           | 02.11.2010            | середня спеціальна | позапартійний          | тимчасово не працює                                                          |
| 3        | Фредина Тарас Богданович        | 02.11.2010            | вища               | позапартійний          | Тернопільський національний педагогічний університет ім. В. Гнатюка, студент |
| 4        | Кузів Василь Петрович           | 02.11.2010            | середня спеціальна | позапартійний          | тимчасово не працює                                                          |
| 5        | Росоха Василь Миколайович       | 02.11.2010            | середня            | позапартійний          | тимчасово не працює                                                          |
| 6        | Мельник Володимир Володимирович | 02.11.2010            | середня спеціальна | позапартійний          | тимчасово не працює                                                          |
| 7        | Непріла Лідія Петрівна          | 02.11.2010            | середня спеціальна | позапартійна           | тимчасово не працює                                                          |
| 8        | Питльований Роман Миколайович   | 02.11.2010            | середня спеціальна | позапартійний          | тимчасово не працює                                                          |
| 9        | Кашляк Тетяна Михайлівна        | 02.11.2010            | вища               | позапартійна           | Зборівський РЦЗ, провідн. Спеціал.                                           |
| 10       | Баріда Микола Ярославович       | 02.11.2010            | середня спеціальна | позапартійний          | загальноосвітня школа І-ІІІ ст. с. Заруддя, кочегар                          |
| 11       | Стеців Мирослав Петрович        | 02.11.2010            | середня спеціальна | позапартійний          | тимчасово не працює                                                          |
| 12       | Конфедрат Іван Іванович         | 02.11.2010            | вища               | член Народної партії   | Сільська Рада с. Заруддя ., секретар                                         |
| 13       | Гринда Оксана Миронівна         | 02.11.2010            | середня спеціальна | позапартійна           | Сільська Рада с. Заруддя ., землевпорядник                                   |
| 14       | Каліновський Михайло Миронович  | 02.11.2010            | середня            | позапартійний          | тимчасово не працює                                                          |
| 15       | Дорош Ігор Миколайович          | 02.11.2010            | середня спеціальна | позапартійний          | приватний підприємець                                                        |
| 16       | Калінець Іван Васильович        | 02.11.2010            | середня            | позапартійний          | тимчасово не працює                                                          |